# Imazato (metropolitana di Osaka)
Imazato (今里駅?, Imazato-eki) è una stazione della Metropolitana di Osaka situata nell'area sud est della città. 
La stazione si trova sotto l'incrocio di Imazato.